# 寺地拳四朗 対 京口紘人戦
寺地拳四朗 対 京口紘人戦（てらじ けんしろう たい きょうぐち ひろとせん）は、2022年11月1日にさいたま市のさいたまスーパーアリーナで開催されたプロボクシングの試合。WBC世界ライトフライ級王者の寺地と、WBA世界ライトフライ級スーパー王者の京口が行う2団体王座統一戦。この試合は日本限定でAmazon Prime Video、アメリカではESPN+(ジャメル・ヘリングが引退後初の解説を担当)、ヨーロッパ全域ではDAZNで放送された。日本人同士での世界王座統一戦は、2012年6月20日に行われた井岡一翔 対 八重樫東戦以来となった。両者はアマチュア時代に4度対戦したことがあり、寺地の3勝1敗という戦績。また、2018年12月に公開スパーリングを行うといった接点があった。

## 経緯

### 両者の王座獲得から防衛まで
2017年5月20日、有明コロシアムで寺地がWBC世界ライトフライ級王者ガニガン・ロペス（メキシコ）と対戦し、12回2-0（115-113×2、114-114）の判定勝ちを収めプロ10戦目にして王座獲得に成功した。
2017年10月22日、両国国技館で寺地が元WBC世界ライトフライ級王者でWBC世界ライトフライ級1位のペドロ・ゲバラ（メキシコ）と対戦し、12回2-0（115-113、116-112、114-114）の判定勝ちを収め、初防衛に成功した。
2017年12月30日、横浜文化体育館で行われた「FUJI BOXING 2017」で寺地がWBC世界ライトフライ級11位でWBAフェデカリブライトフライ級王者のヒルベルト・ペドロサ（パナマ）と対戦し、4回1分12秒TKO勝ちを収め、2度目の防衛に成功した。
2018年5月25日、大田区総合体育館で寺地が元WBC世界ライトフライ級王者でWBC世界ライトフライ級1位のガニガン・ロペスと再戦し、2回1分58秒KO勝ちを収め3度目の防衛に成功した。
2018年10月7日、横浜アリーナで寺地が元IBF世界ライトフライ級王者のミラン・メリンド（フィリピン）と対戦し、7回2分47秒TKO勝ちを収め4度目の防衛に成功した。
2018年12月30日、大田区総合体育館で寺地がWBCライトフライ級8位のサウル・フアレス（メキシコ）と防衛戦を行い、3-0（119-109×2、120-108）の判定勝ちを収め、5度目の防衛に成功した 。
2018年12月31日、マカオで京口がWBA世界ライトフライ級スーパー王者ヘッキー・ブドラー（南アフリカ）に挑戦し、10回終了TKO勝ちを収め王座を獲得し、2階級制覇に成功。またリングマガジン王座も獲得した。
2019年6月19日、幕張メッセ・イベントホールで京口がWBA世界ライトフライ級10位でOPBF東洋太平洋ライトフライ級シルバー王者のサタンムアンレック・CPフレッシュマート（タイ）と対戦し、12回3-0（117-111×2、117-112）で判定勝ちを収め、初防衛に成功した。
2019年7月12日、大阪府立体育会館第1競技場で寺地がWBCライトフライ級1位のジョナサン・タコニング（フィリピン）と防衛戦を行い、3回の途中で偶然のバッティングによりタコニングが負傷したことで減点を取られたが、4回に右ストレートでタコニングをマットに沈め、4回1分0秒TKO勝ちで6度目の防衛に成功した。
2019年10月1日、大阪府立体育会館で京口がWBA世界ライトフライ級1位の久田哲也（ハラダ）と対戦。2回に久田に右ストレートをカウンターで決められ、膝を折らされるも、9回に右アッパーが決まり、続けて打ち下ろした右フックでダウンを奪うなどして、12回3-0（115-112、116-111、117-110）で判定勝ちを収め、2度目の防衛に成功した。
2019年12月23日、横浜アリーナで寺地が元WBA世界ライトフライ級暫定王者でWBC世界ライトフライ級14位のランディ・ペタルコリン（フィリピン）対戦し、3回に右ボディフックなどで一気に3度のダウン、4回に左ボディフックを決めて4度目のダウンを奪ったところでレフェリーが試合を止め、4回1分8秒TKO勝ちを収め、7度目の防衛に成功した。
2021年3月13日、テキサス州ダラスのアメリカン・エアラインズ・センターで京口がWBA世界ライトフライ級10位のアクセル・アラゴン・ベガ（メキシコ）と対戦し、ベガが右パンチが京口の頭に当たって右拳を痛めた事により、5回1分32秒TKO勝ちを収め、3度目の防衛に成功した。
2021年4月24日、大阪府立体育会館で寺地がWBC世界ライトフライ級1位の久田哲也と対戦し、2回にワンツーでダウンを奪うなどして、12回3-0（119-108、118-109×2）で判定勝ちを収め、8度目の防衛に成功した。
2021年9月22日、京都市体育館で寺地がWBC世界ライトフライ級1位で元日本ライトフライ級王者の矢吹正道（緑）と対戦し、10回2分59秒TKO負けを喫し9度目の防衛に失敗、王座から陥落した。
2022年3月19日、京都市体育館で寺地がWBC世界ライトフライ級王者の矢吹正道と6か月ぶりにダイレクトリマッチで再戦し、3回1分11秒KO勝ちを収め王座返り咲きに成功した。
2022年6月10日、メキシコグアダラハラのドモ・アルカルデで、京口がWBA世界ライトフライ級レギュラー王者のエステバン・ベルムデス（メキシコ）と団体内王座統一戦を行い、8回24秒TKO勝ちを収め、団体内王座統一及び4度目の防衛に成功した。

### 対戦決定後の概要から試合まで
2022年9月14日、東京都内で帝拳ジムが会見を開き、11月1日にさいたまスーパーアリーナでWBC世界ライトフライ級王者の寺地とWBA世界ライトフライ級スーパー王者の京口が世界2団体王座統一戦を行うことを発表した。またセミファイナルでWBO世界ライトフライ級王者ジョナサン・ゴンサレスとWBO世界ライトフライ級2位岩田翔吉のタイトルマッチ、アンダーカードで吉野修一郎と中谷正義によるWBOアジアパシフィックライト級タイトルマッチ、WBO世界フライ級王者中谷潤人と元世界ミニマム級統一王者フランシスコ・ロドリゲス・ジュニアによるスーパーフライ級10回戦が行われることが発表された。
2022年10月7日、WBO世界フライ級王者の中谷が公開練習を行った。今回の試合を「2階級制覇を見据えてのS･フライ級か？」と問われ「もちろんそういったところを目標にしている」と今後の展望を語った。
2022年10月14日、WBC王者の寺地が公開練習を行った。海外ブックメーカーは京口有利に傾いていることに関して「それは僕に賭けるチャンスですね。いっぱい賭けてほしい。僕も自分に賭けようかな」とおどけてみせ、「将来的には4団体統一をしたい」と先も見据えた。この日はWBOアジアパシフィックライト級王者の吉野も公開練習を行った。
2022年10月19日、WBA王者の京口が公開練習を行った。京口は勝敗のポイントを「お互いに当日のコンディションだと思う」コメントし、戦術についても「相手の出方次第」と答えるにとどめた。
2022年10月22日、WBO世界ライトフライ級王者のジョナサン・ゴンザレスが来日。来日直前までプエルトリコで約2週間の合宿を行っており「ほとんど向こうでやってきたので、こっちでは体を休めて試合に向けていく」とコメントし、日本では調整をメインにしていくことを表明した。
2022年10月24日、WBO世界ライトフライ級王者のゴンザレスが公開練習を行った。岩田戦に勝利後は寺地VS京口の勝者との統一戦を希望し、「できれば紘人とやりたい。おそらく紘人が勝つと思う。拳四朗よりも紘人のほうがパワフルだからだ」と試合予想をした。
2022年10月25日、アンダーカードに出場するWBO世界スーパーフライ級3位フランシスコ・ロドリゲス・ジュニアが来日。試合に勝利した後はWBO世界スーパーフライ級王者井岡一翔にリベンジしたい意向を語った。
2022年10月26日、WBA王者の京口が練習を公開。「本当にストレスがない。集中できる環境を作ってもらっている」と海外遠征時と同じような合宿生活に入り、最終調整が順調であることをアピールした。またこの日は京口に向けてマッチルーム・スポーツのエディー・ハーンCEOより「京口の試合は見る価値があります。京口の統一戦は軽量級のみならず、ボクシング史でもすごい試合です」と激励のメッセージが送られた。
2022年10月27日、WBC王者の寺地が練習を公開。試合について「どこかで倒れてくれるだろうというイメージ。ここをしっかり勝って4団体統一につなげたい」とKOを予告した。
2022年10月28日、セミファイナルに出場するWBO世界ライトフライ級2位の岩田が練習を公開。岩田のトレーナーの粟生隆寛は「いかにこっちから仕掛けられるか。躊躇せず、怖がらずにいけるかがカギになると思う」と試合のポイントを語った。同日、プエルトリコにてWBO年次総会が開催され、中谷潤人のWBO世界フライ級王座の返上が発表された。
2022年10月30日、東京ドームホテルで最終記者会見が開かれた。WBA王者の京口は「たくさんの注目が集まって今まで以上に気持ちが入る。今まで積み上げてきたトレーニングが結果につながる」と答え、WBC王者の寺地は「モチベーションはすごく上がっている。今まで練習してきたことをしっかり出せば絶対に勝てると思うので冷静に戦いたい」と必勝を誓った。またセミファイナルで行われるWBO世界ライトフライ級タイトルマッチに出場する2選手もコメントし、WBO王者のゴンザレスは「（岩田は）若くてハングリーな選手だと思う。ただ私に勝つのは難しい。勝利へのカギはインテリジェンス。クレバーに戦う。手数を多くする」とコメント。一方の挑戦者の岩田は「どういう展開になっても自分が粟生トレーナーと一緒に立てたゲームプランをやるだけ。何を言われても何も感じない。相手は動いてくると思うのでしっかりつかまえて倒したい」と必勝を宣言した。アンダーカードに出場する4選手も出席し、WBOアジアパシフィックライト級王者の吉野は「この試合に勝ったほうが日本のライト級で一位。海外で戦えるものと思っています」とコメント、対する中谷正義は次の試合に絶対勝つつもりで、その後の展開は勝った後に考えます」とした。スーパーフライ級10回戦に出場する中谷潤人はWBO世界フライ級王座を返上しスーパーフライ級初戦となり「フライ級で積んできたものをスーパーフライ級にしっかりつなげたい。スーパーフライ級の王者になることを期待させる試合をしたい」とコメントした。
2022年10月31日、東京ドームホテルで計量が行われ、寺地が48.6kg、京口が48.8kgでクリアした。計量後に京口は「相手の減量はきつそうに見えた。久しぶりの日本人対決だし相手はWBC王者でもある。でもやることは変わらない。全力で臨みます」とコメント。寺地は「減量はいつもよりも順調にいった。いつもと変わらない。序盤からペースをつかんで倒しにいきたい」と決意を述べた。セミファイナルとなるWBO世界ライトフライ級タイトルマッチに出場する2選手も計量を行い、WBO王者のゴンザレスが48.9kg、挑戦者の岩田が48.8kgでクリアした。計量後にゴンザレスは「フィジカルは良好。あすは自分らしい試合をする」とコメントし、岩田も「あとはやるだけ。フェイスオフをしてぶっ飛ばしてやるという気持ちが高まった」と闘志を燃やした。
2022年11月1日、さいたまスーパーアリーナで行われたメインイベントWBA・WBC世界ライトフライ級王座統一戦が開催。5回に寺地が京口からダウンを奪うと7回にもダウンを奪いレフェリーストップ。7回2分36秒TKO勝ちを収め返り咲いたWBC王座の初防衛及びWBA王座を獲得し王座統一、更に京口が保持していたリングマガジン王座も獲得した。セミファイナルで行われたWBO世界ライトフライ級タイトルマッチはWBO王者のゴンザレスが3-0（117-111、116-112×2）の判定勝ちを収め2度目の防衛に成功した。セミファイナルに勝利したWBO王者ゴンザレスは試合後に「私はWBOの勝者です。寺地さん、京口さんの勝者とここ日本で勝負したい」とコメントしており、その後メインイベントで勝利し王座統一を果たした寺地も「この試合前にゴンサレス選手と話して、統一戦をやろうと言っていた。実現に近づいたと思うので、みなさん『やろうぜ、やろうぜ』と言ってください！」と3団体統一戦を熱望した。一方WBA王座の5度目の防衛に失敗し王座から陥落した京口は、試合後に「見てくれていた人に、ダウンした後の反撃が良かったと聞いたけど、自分としては記憶が飛び飛び」と振り返り、「戦いながらどう崩そうかなと考えていましたが、8度防衛したチャンピオンなので、その強さを肌で感じました」と勝者を称え、今後については自らの公式YouTube「京口紘人 Hiroto Kyoguchi」チャンネルを更新し、「次、頑張りますという気持ちはない。進退はすぐに明言はできない。ゆっくりしたい」と話した。またWBO王者のゴンザレスに敗れた挑戦者の岩田は「これが世界なんだなと思った。結果がすべてなので負けを認めます。自分のボディーが効いたというのは何度もあったのですが、そのへんから向こうがポイントを取るボクシングをしてきた。あれがジョナサン・ゴンサレスのスタイルなんだなと」と試合を振り返り、今後については「ゆっくり時間をかけて考えたいと思います。世界戦のこういう雰囲気を作ってくれたのは簡単なことではない。チャンスがそう簡単に来るとは思っていないので、簡単に『次』とは言えません」と明言を避けた。

### 試合後
2022年11月2日、試合から一夜明けWBA・WBC世界ライトフライ級統一王者となった寺地が、三迫ジムで記者会見を開いた。寺地は「勝ったときの解放感が今までで一番大きい。大きい仕事をしたという感覚はある」と語り、「2ラウンドくらいからジャブがより当たり出して、のみこんでいけたかなと思う。途中いきすぎて危ないシーンになったのはすごく反省している」と試合を振り返った。また試合後リングを降り通路を歩いていると、セミファイナルで2度目の王座防衛を果たしたWBO王者のゴンザレスが待っており、両者とも片言の英語で「ネクスト！　ネクスト！」「スリーベルト！」と直接交渉を展開していたことを明かし、「控室に行くまでの廊下で互いに『やろうよ』と言いました。『なるほど、やろうぜ』って」と当時のやり取りを語り、その後は両者は2ショットも撮影したとのことで、次戦での3団体統一戦が期待された。これについて寺地の父親で所属ジム会長の寺地永は「本人が来年31歳で、ライトフライ級の体重維持が難しくなってきている。早くやらせてあげたい」と述べた。
2022年11月4日、セミファイナルでWBO王者のゴンザレスに敗れた岩田が自身のインスタグラムを更新し、「このまま終わるわけにはいかない。絶対世界チャンピオンになる」と現役続行を表明した。
2022年11月8日、WBO王者のゴンザレスが「Boxingscene.com」に向けて今後を語り、「私が指名試合をしなければならないのか、統一戦の機会を得ることができるのか、WBOの指示を待たなければならない」と慎重にコメントし、「これはビジネスであり、物事がどう運ぶかによる。私は108ポンドを作ることができるが、既に31歳であり、この体重を作るために犠牲を払ってきた」と発言し、階級アップも選択肢の一つに含まれるとの認識を示した。
2022年11月9日、WBA王座から陥落した京口が自身の公式YouTube配信で、「いろいろ整理した。年齢も今月で29歳になるし、ボクシング人生も長くないな、と思っていての今回の敗戦だった。（試合後の）記者会見では『簡単にまた次、頑張りますとは言えない』と言っていたけど年内はゆっくりして、来年からは最終章じゃないけど、今回の敗戦でいろいろ得たものはありますし、皆さんの前でまた戦う姿を見せたいという思いが強くなった。リングでの姿を見せたいのでまた頑張りたい」と決意を示し、「次は階級を上げるのかどうか、ライトフライ級にこだわりがあるかというと特にこだわりはない。そこの明言はまだ分からない」と胸中を語った。
2022年11月12日に、『リング』誌は勝者の寺地をライトフライ級王者にランク、同時にファイター・オブ・ザ・ウイークに選出した。アンソン・ウェインライト審査員は「寺地はパウンド・フォー・パウンドのトップ10入りを言及するに値する選手」と寺地を高く評価した。
以降の動向は「寺地拳四朗 対 アンソニー・オラスクアガ戦」を参照

## 対戦カード
^Note 1 WBA・WBC世界ライトフライ級王座統一戦、リングマガジン世界ライトフライ級タイトルマッチ
^Note 2 WBO世界ライトフライ級タイトルマッチ
^Note 3 WBOアジアパシフィックライト級タイトルマッチ

## 採点表
| 王座：WBA・WBC世界ライトフライ級王座統一戦 リングマガジン世界ライトフライ級タイトルマッチ | 王座：WBA・WBC世界ライトフライ級王座統一戦 リングマガジン世界ライトフライ級タイトルマッチ | 王座：WBA・WBC世界ライトフライ級王座統一戦 リングマガジン世界ライトフライ級タイトルマッチ | 王座：WBA・WBC世界ライトフライ級王座統一戦 リングマガジン世界ライトフライ級タイトルマッチ | 王座：WBA・WBC世界ライトフライ級王座統一戦 リングマガジン世界ライトフライ級タイトルマッチ |                                                  | 主審：染谷路朗(2団体、主にWBC)                   | 主審：染谷路朗(2団体、主にWBC)                   | 主審：染谷路朗(2団体、主にWBC)                   | 主審：染谷路朗(2団体、主にWBC)                   | 主審：染谷路朗(2団体、主にWBC)                           |                                                          | 立会人：安河内剛(WBA・WBC:日本,JBC特命担当事務局長)      | 立会人：安河内剛(WBA・WBC:日本,JBC特命担当事務局長)      | 立会人：安河内剛(WBA・WBC:日本,JBC特命担当事務局長)      | 立会人：安河内剛(WBA・WBC:日本,JBC特命担当事務局長) | 立会人：安河内剛(WBA・WBC:日本,JBC特命担当事務局長) |
| 開催日：2022年11月1日                                                                     | 開催日：2022年11月1日                                                                     | 開催日：2022年11月1日                                                                     | 開催日：2022年11月1日                                                                     | 開催日：2022年11月1日                                                                     | 会場：埼玉県さいたま市・さいたまスーパーアリーナ | 会場：埼玉県さいたま市・さいたまスーパーアリーナ | 会場：埼玉県さいたま市・さいたまスーパーアリーナ | 会場：埼玉県さいたま市・さいたまスーパーアリーナ | 会場：埼玉県さいたま市・さいたまスーパーアリーナ | 主催：マッチルーム・スポーツ・USA ワタナベプロモーション | 主催：マッチルーム・スポーツ・USA ワタナベプロモーション | 主催：マッチルーム・スポーツ・USA ワタナベプロモーション | 主催：マッチルーム・スポーツ・USA ワタナベプロモーション | 主催：マッチルーム・スポーツ・USA ワタナベプロモーション |                                                     |                                                     |
| 寺地拳四朗                                                                                | 寺地拳四朗                                                                                | 対                                                                                        | 京口紘人                                                                                  | 京口紘人                                                                                  | 寺地拳四朗                                       | 寺地拳四朗                                       | 対                                               | 京口紘人                                         | 京口紘人                                         | 寺地拳四朗                                               | 寺地拳四朗                                               | 対                                                       | 京口紘人                                                 | 京口紘人                                                 |                                                     |                                                     |
| RS                                                                                        | TS                                                                                        | 回                                                                                        | TS                                                                                        | RS                                                                                        | RS                                               | TS                                               | 回                                               | TS                                               | RS                                               | RS                                                       | TS                                                       | 回                                                       | TS                                                       | RS                                                       |                                                     |                                                     |
| 10                                                                                        |                                                                                           | 1                                                                                         |                                                                                           | 9                                                                                         |                                                  | 10                                               |                                                  | 1                                                |                                                  | 9                                                        |                                                          | 10                                                       |                                                          | 1                                                        |                                                     | 9                                                   |
| 10                                                                                        | 20                                                                                        | 2                                                                                         | 18                                                                                        | 9                                                                                         | 10                                               | 20                                               | 2                                                | 18                                               | 9                                                | 10                                                       | 20                                                       | 2                                                        | 18                                                       | 9                                                        |                                                     |                                                     |
| 10                                                                                        | 30                                                                                        | 3                                                                                         | 27                                                                                        | 9                                                                                         | 10                                               | 30                                               | 3                                                | 27                                               | 9                                                | 10                                                       | 30                                                       | 3                                                        | 27                                                       | 9                                                        |                                                     |                                                     |
| 10                                                                                        | 40                                                                                        | 4                                                                                         | 36                                                                                        | 9                                                                                         | 10                                               | 40                                               | 4                                                | 36                                               | 9                                                | 10                                                       | 40                                                       | 4                                                        | 36                                                       | 9                                                        |                                                     |                                                     |
| 10                                                                                        | 50                                                                                        | 5                                                                                         | 44                                                                                        | 8                                                                                         | 10                                               | 50                                               | 5                                                | 44                                               | 8                                                | 10                                                       | 50                                                       | 5                                                        | 45                                                       | 9                                                        |                                                     |                                                     |
| 10                                                                                        | 60                                                                                        | 6                                                                                         | 53                                                                                        | 9                                                                                         | 10                                               | 60                                               | 6                                                | 53                                               | 9                                                | 10                                                       | 60                                                       | 6                                                        | 54                                                       | 9                                                        |                                                     |                                                     |
| 計                                                                                        |                                                                                           | –                                                                                         |                                                                                           | 計                                                                                        |                                                  | 計                                               |                                                  | –                                                |                                                  | 計                                                       |                                                          | 計                                                       |                                                          | –                                                        |                                                     | 計                                                  |
| 副審：福地勇治(WBC)                                                                       | 副審：福地勇治(WBC)                                                                       | 副審：福地勇治(WBC)                                                                       | 副審：福地勇治(WBC)                                                                       | 副審：福地勇治(WBC)                                                                       | 副審：池原信遂(WBA)                              | 副審：池原信遂(WBA)                              | 副審：池原信遂(WBA)                              | 副審：池原信遂(WBA)                              | 副審：池原信遂(WBA)                              | 副審：浅尾和信(2団体)                                    | 副審：浅尾和信(2団体)                                    | 副審：浅尾和信(2団体)                                    | 副審：浅尾和信(2団体)                                    | 副審：浅尾和信(2団体)                                    |                                                     |                                                     |
| 処分：無し                                                                                | 処分：無し                                                                                | 処分：無し                                                                                | 処分：無し                                                                                | 処分：無し                                                                                | 減点：無し                                       | 減点：無し                                       | 減点：無し                                       | 減点：無し                                       | 減点：無し                                       | 結果：寺地の7回2分36秒TKO勝ち                            | 結果：寺地の7回2分36秒TKO勝ち                            | 結果：寺地の7回2分36秒TKO勝ち                            | 結果：寺地の7回2分36秒TKO勝ち                            | 結果：寺地の7回2分36秒TKO勝ち                            |                                                     |                                                     |

| 王座：WBO世界ライトフライ級タイトルマッチ | 王座：WBO世界ライトフライ級タイトルマッチ | 王座：WBO世界ライトフライ級タイトルマッチ | 王座：WBO世界ライトフライ級タイトルマッチ | 王座：WBO世界ライトフライ級タイトルマッチ |                                                  | 主審：ラウル・カイズ・ジュニア（米国）           | 主審：ラウル・カイズ・ジュニア（米国）           | 主審：ラウル・カイズ・ジュニア（米国）           | 主審：ラウル・カイズ・ジュニア（米国）           | 主審：ラウル・カイズ・ジュニア（米国）                                        |                                                                               | 立会人：レオン・パノシリノ(フィリピン:WBOアジア太平洋地域事務局長)            | 立会人：レオン・パノシリノ(フィリピン:WBOアジア太平洋地域事務局長)            | 立会人：レオン・パノシリノ(フィリピン:WBOアジア太平洋地域事務局長)            | 立会人：レオン・パノシリノ(フィリピン:WBOアジア太平洋地域事務局長) | 立会人：レオン・パノシリノ(フィリピン:WBOアジア太平洋地域事務局長) |
| 開催日：2022年11月1日                     | 開催日：2022年11月1日                     | 開催日：2022年11月1日                     | 開催日：2022年11月1日                     | 開催日：2022年11月1日                     | 会場：埼玉県さいたま市・さいたまスーパーアリーナ | 会場：埼玉県さいたま市・さいたまスーパーアリーナ | 会場：埼玉県さいたま市・さいたまスーパーアリーナ | 会場：埼玉県さいたま市・さいたまスーパーアリーナ | 会場：埼玉県さいたま市・さいたまスーパーアリーナ | 主催：マッチルーム・スポーツ・USA 帝拳プロモーション オールスター・ボクシング | 主催：マッチルーム・スポーツ・USA 帝拳プロモーション オールスター・ボクシング | 主催：マッチルーム・スポーツ・USA 帝拳プロモーション オールスター・ボクシング | 主催：マッチルーム・スポーツ・USA 帝拳プロモーション オールスター・ボクシング | 主催：マッチルーム・スポーツ・USA 帝拳プロモーション オールスター・ボクシング |                                                                    |                                                                    |
| ジョナサン・ゴンサレス                    | ジョナサン・ゴンサレス                    | 対                                        | 岩田翔吉                                  | 岩田翔吉                                  | ジョナサン・ゴンサレス                           | ジョナサン・ゴンサレス                           | 対                                               | 岩田翔吉                                         | 岩田翔吉                                         | ジョナサン・ゴンサレス                                                        | ジョナサン・ゴンサレス                                                        | 対                                                                            | 岩田翔吉                                                                      | 岩田翔吉                                                                      |                                                                    |                                                                    |
| RS                                        | TS                                        | 回                                        | TS                                        | RS                                        | RS                                               | TS                                               | 回                                               | TS                                               | RS                                               | RS                                                                            | TS                                                                            | 回                                                                            | TS                                                                            | RS                                                                            |                                                                    |                                                                    |
| 10                                        |                                           | 1                                         |                                           | 9                                         |                                                  | 10                                               |                                                  | 1                                                |                                                  | 9                                                                             |                                                                               | 9                                                                             |                                                                               | 1                                                                             |                                                                    | 10                                                                 |
| 10                                        | 20                                        | 2                                         | 18                                        | 9                                         | 10                                               | 20                                               | 2                                                | 18                                               | 9                                                | 10                                                                            | 19                                                                            | 2                                                                             | 19                                                                            | 9                                                                             |                                                                    |                                                                    |
| 10                                        | 30                                        | 3                                         | 27                                        | 9                                         | 9                                                | 29                                               | 3                                                | 28                                               | 10                                               | 10                                                                            | 29                                                                            | 3                                                                             | 28                                                                            | 9                                                                             |                                                                    |                                                                    |
| 9                                         | 39                                        | 4                                         | 37                                        | 10                                        | 9                                                | 38                                               | 4                                                | 38                                               | 10                                               | 9                                                                             | 38                                                                            | 4                                                                             | 38                                                                            | 10                                                                            |                                                                    |                                                                    |
| 9                                         | 48                                        | 5                                         | 47                                        | 10                                        | 10                                               | 48                                               | 5                                                | 47                                               | 9                                                | 10                                                                            | 48                                                                            | 5                                                                             | 47                                                                            | 9                                                                             |                                                                    |                                                                    |
| 10                                        | 58                                        | 6                                         | 56                                        | 9                                         | 9                                                | 57                                               | 6                                                | 57                                               | 10                                               | 10                                                                            | 58                                                                            | 6                                                                             | 56                                                                            | 9                                                                             |                                                                    |                                                                    |
| 10                                        | 68                                        | 7                                         | 65                                        | 9                                         | 10                                               | 67                                               | 7                                                | 66                                               | 9                                                | 10                                                                            | 68                                                                            | 7                                                                             | 65                                                                            | 9                                                                             |                                                                    |                                                                    |
| 10                                        | 78                                        | 8                                         | 74                                        | 9                                         | 10                                               | 77                                               | 8                                                | 75                                               | 9                                                | 10                                                                            | 78                                                                            | 8                                                                             | 74                                                                            | 9                                                                             |                                                                    |                                                                    |
| 9                                         | 87                                        | 9                                         | 84                                        | 10                                        | 10                                               | 87                                               | 9                                                | 84                                               | 9                                                | 9                                                                             | 87                                                                            | 9                                                                             | 84                                                                            | 10                                                                            |                                                                    |                                                                    |
| 10                                        | 97                                        | 10                                        | 93                                        | 9                                         | 10                                               | 97                                               | 10                                               | 93                                               | 9                                                | 10                                                                            | 97                                                                            | 10                                                                            | 93                                                                            | 9                                                                             |                                                                    |                                                                    |
| 10                                        | 107                                       | 11                                        | 102                                       | 9                                         | 10                                               | 107                                              | 11                                               | 102                                              | 9                                                | 9                                                                             | 106                                                                           | 11                                                                            | 103                                                                           | 10                                                                            |                                                                    |                                                                    |
| 9                                         | 116                                       | 12                                        | 112                                       | 10                                        | 10                                               | 117                                              | 12                                               | 111                                              | 9                                                | 10                                                                            | 116                                                                           | 12                                                                            | 112                                                                           | 9                                                                             |                                                                    |                                                                    |
| 計                                        | 116                                       | –                                         | 112                                       | 計                                        |                                                  | 計                                               | 117                                              | –                                                | 111                                              | 計                                                                            |                                                                               | 計                                                                            | 116                                                                           | –                                                                             | 112                                                                | 計                                                                 |
| 副審：パトリック・ラッセル（米国）        | 副審：パトリック・ラッセル（米国）        | 副審：パトリック・ラッセル（米国）        | 副審：パトリック・ラッセル（米国）        | 副審：パトリック・ラッセル（米国）        | 副審：ダンレックス・タプダサン（フィリピン）     | 副審：ダンレックス・タプダサン（フィリピン）     | 副審：ダンレックス・タプダサン（フィリピン）     | 副審：ダンレックス・タプダサン（フィリピン）     | 副審：ダンレックス・タプダサン（フィリピン）     | 副審：ジェシー・レイジェス（米国）                                            | 副審：ジェシー・レイジェス（米国）                                            | 副審：ジェシー・レイジェス（米国）                                            | 副審：ジェシー・レイジェス（米国）                                            | 副審：ジェシー・レイジェス（米国）                                            |                                                                    |                                                                    |
| 処分：無し                                | 処分：無し                                | 処分：無し                                | 処分：無し                                | 処分：無し                                | 減点：無し                                       | 減点：無し                                       | 減点：無し                                       | 減点：無し                                       | 減点：無し                                       | 結果：ゴンザレス12回3-0の判定勝ち                                             | 結果：ゴンザレス12回3-0の判定勝ち                                             | 結果：ゴンザレス12回3-0の判定勝ち                                             | 結果：ゴンザレス12回3-0の判定勝ち                                             | 結果：ゴンザレス12回3-0の判定勝ち                                             |                                                                    |                                                                    |

ルール
- フリーノックダウン制
- 4回終了までに偶然のバッティングで続行不能の場合は引き分け、5回以降は採点による
- 統一戦の中間採点公表はなし
- インスタントリプレー採用
- ドーピング検査は試合前に実施

グローブ
- 寺地拳四朗 ウイニング社 （日本製8オンス 黒）
- 京口紘人 NO BOXING NO LIFE社 （メキシコ製8オンス 黒とオレンジ）
- ジョナサン・ゴンサレス エバーラスト社 （アメリカ製8オンス 黒と白）
- 岩田翔吉 グラント社（アメリカ製8オンス 黒と金）

ラウンドガール
- 天野麻菜、雪平莉左[58]

## メディアの反応
この興行は国内のAmazon Prime Videoに加え、アメリカでESPN+、ヨーロッパ全域ではDAZNというスポーツ配信局が生中継を担当し、フライ級以下の軽量級がメインイベントとなる興行が、複数局にまたがって全世界生中継された。試合をプロモートした帝拳ジムの本田明彦会長は「複数の配信局が試合を争っている状態。出場選手にとってはチャンス。アンダーカードも含めて、勝った選手が海外で大きな試合に呼ばれる可能性も高くなる」と語り、かつて軽量級は海外での知名度を得ることが難しかったが、その状況は大きく変わってきていることが明らかになった。

## 評価
アメリカのボクシング専門メディア「Boxingscene.com」は、同メディアのクリフ・ロルド記者の署名で「ケンシロウ・テラジが傑作を作り上げた」と見出しを打って記事を掲載。「テラジは純粋に互角の試合を受け入れ、それを見せ場へと変容させた」と快勝に脱帽し、「投票権を持つ者は彼を2022年の年間最高ボクサーを受賞するに値するボクサーだと見なければならない。ディミトリー・ビボルとローマン・ゴンサレスが試合を残しているものの、テラジは火曜日に自身の立場を主張した」と賛辞を惜しまなかった。
イギリスの専門誌「ボクシング・ニュース」にて、エリオット・ウォーセル記者が「ケンシロウ・テラジとヒロト・キョウグチの小さな大試合は、ボクシング界にとって適切な時にやってきた」との見出しでコラムを掲載し、「日本人同士の対決は全ての人の期待を超え、今季最高のラウンドの1つ（5回）と今季最高のフィニッシュの1つ（7回）を生み出した。この戦いはあまりにスリリングで、激しい戦いだったために、これによって利益を得るのがボクシングというスポーツだということが恥ずかしく思えるほどだった。テラジ対キョウグチ戦以上にボクシングの美しさを立証できるものはないだろう」と寺地と京口の激闘の価値は、2人の単なる勝敗にとどまるものではないと評した。
この試合でレフェリーを務めた染谷路朗に、『リング』誌のパウンド・フォー・パウンドランキング評価委員などを務めるアダム・アブラモビッツ記者が、自身のツイッターで「レフェリーのミチアキ・ソメヤによる、またも完璧なストップ。彼は過去にも私にとっての年間最優秀審判賞を受賞している」で評し、染谷路朗レフェリーの判断を称賛した。